# Turkse parlementsverkiezingen 2018
De Turkse parlementsverkiezingen van 2018 vonden plaats op 24 juni 2018. Oorspronkelijk gepland voor 3 november 2019, riep president Recep Tayyip Erdoğan op 18 april vervroegde verkiezingen uit na maanden van speculatie. Met de goedkeuring van een reeks grondwetswijzigingen in het referendum van 2017 zal het aantal parlementsleden worden verhoogd van de 550 naar 600.
Het referendum in 2017 leidde de overgang van een parlementair systeem naar een presidentieel systeem. Als zodanig heeft het Turkse parlement na de verkiezingen van 2018 niet het recht om de premier en het kabinet van het land te benoemen. Het ambt van de premier van Turkije wordt afgeschaft en de ministers van het kabinet zullen dienen in het kabinet van de president, die de rol van zowel staatshoofd als regeringsleider zal vervullen.

## Kiessysteem
De 600 leden van de Grote Nationale Assemblee van Turkije worden gekozen volgens de methode-D'Hondt. Bij de parlementsverkiezingen dienen 77 van de 81 provincies van Turkije als één district. Vanwege hun grote populatie zijn de provincies Bursa en İzmir verdeeld in twee districten, terwijl de provincies Ankara en İstanbul elk in drie zijn verdeeld.
Sinds de invoering van de Turkse grondwet van 1982 zijn politieke partijen verplicht om een kiesdrempel van 10% te passeren om zetels in het parlement te bemachtigen.

## Resultaten
Voor de parlementsverkiezingen van 24 juni 2018 gingen de AKP en de nationalistische Milliyetçi Hareket Partisi (MHP) een alliantie aan. Deze alliantie verkreeg een meerderheid in het Turkse parlement (339 van de 600 zetels). De MHP boekte bij deze verkiezingen een aanzienlijke winst en ging van 40 naar 49 zetels.